# 劳法赫
劳法赫是德国巴伐利亚州的一个市镇。总面积15.60平方公里，总人口5217人，其中男性2621人，女性2596人（2011年12月31日），人口密度334人/平方公里。